# Sidymella kolpogaster
Sidymella kolpogaster là một loài nhện trong họ Thomisidae.
Loài này thuộc chi Sidymella. Sidymella kolpogaster được miêu tả năm 1973 bởi Lise.